# Almazán

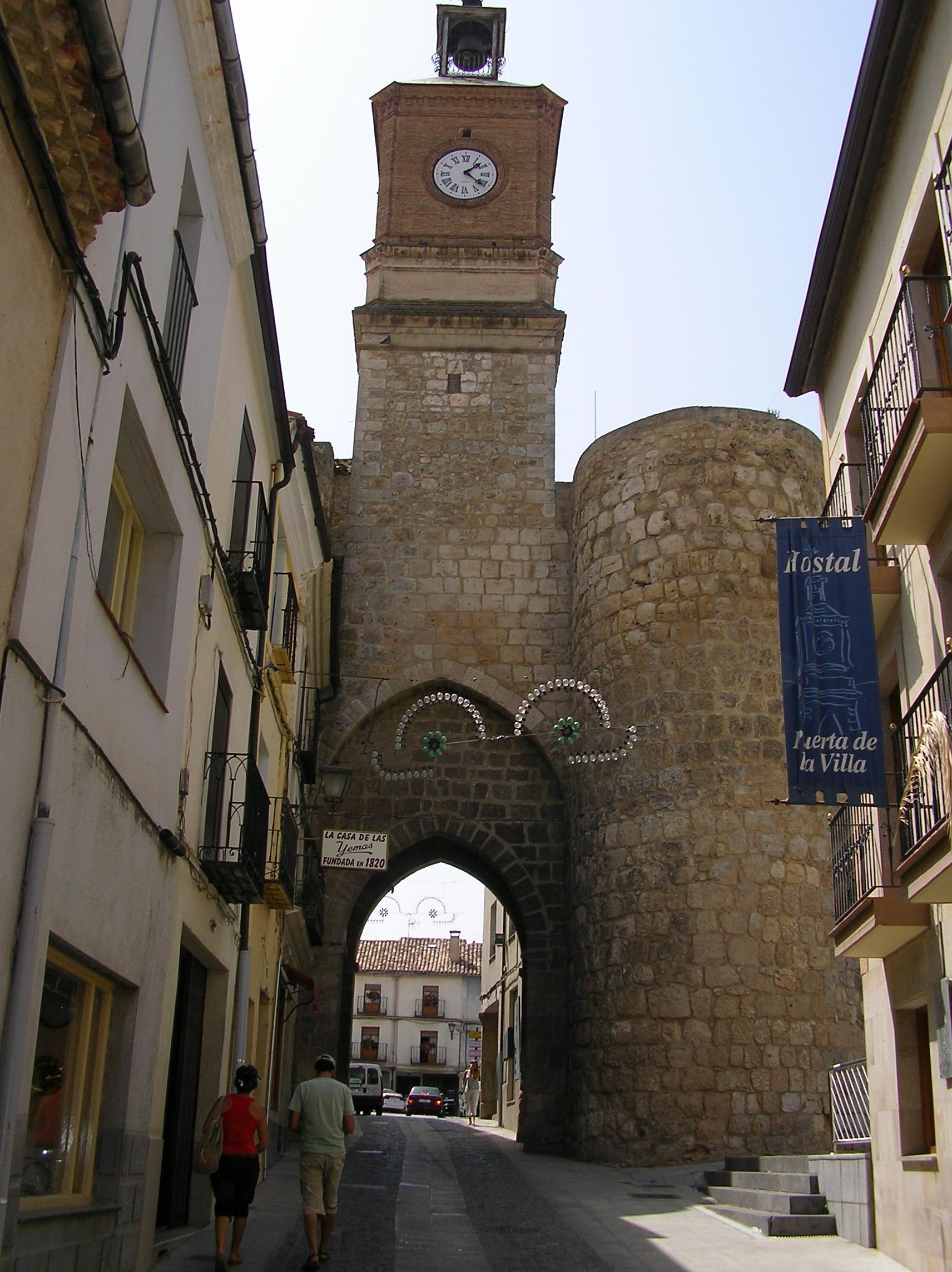
Almazán

Almazán este un sat în sudul Provinciei Soria, în comunitatea Castilia-León, Spania.
1. ↑  Nomenclátor Geográfico de Municipios y Entidades de Población (20240402 edition)